# Giulia Cosenza
Giulia Cosenza (Napoli, 25 gennaio 1968) è una politica italiana, dal 13 ottobre 2022 Senatrice della Repubblica per Fratelli d'Italia, dopo essere stata deputata alla Camera dal 28 aprile 2006 al 15 marzo 2013 per Alleanza Nazionale e Il Popolo delle Libertà.

## Biografia
Laureata in Giurisprudenza, svolge l'attività di imprenditrice nel settore turistico ed è stata amministratrice unica della Milano investimenti Spa (società attiva nel settore delle costruzioni).
È stata compagna di Andrea Ronchi, ministro per gli affari europei nel governo Berlusconi IV, e ha una figlia.

## Attività politica
Alle elezioni politiche del 2006 viene candidata alla Camera dei deputati, tra le liste di Alleanza Nazionale (AN) nella circoscrizione Campania 2 in quarta posizione, venendo eletta deputata. Nella XV legislatura della Repubblica è stata membro della 13ª Commissione Agricoltura e della Commissione parlamentare per l'Infanzia.
Alle elezioni politiche del 2008 viene ricandidata alla Camera, tra le liste del Popolo della Libertà (lista elettorale che univa principalmente AN) nella medesima circoscrizione, venendo rieletta a Montecitorio. Nel corso della XVI legislatura è stata componente della 8ª Commissione Ambiente, territorio e lavori pubblici e della Commissione parlamentare per l'Infanzia e l'Adolescenza.
Nell'agosto del 2010 aderisce a Futuro e Libertà per l'Italia di Gianfranco Fini.
Il 19 ottobre 2010 si dimette da coordinatore provinciale del Popolo della Libertà ad Avellino.
Il 16 marzo 2011 annuncia il suo ritorno nel Popolo della Libertà.
Alle politiche del 2013 viene ricandidata alla Camera, con Il Popolo della Libertà nella circoscrizione Campania 1, ma non viene rieletta.
Dopo la mancata rielezione nel 2013, aderisce a Fratelli d'Italia, con cui alle elezioni politiche anticipate del 2022, oltre a finanziarli con 50.000 € durante la campagna elettorale, viene candidata al Senato della Repubblica sia nel collegio uninominale Campania - 02 (Benevento), sostenuta dalla coalizione di centro-destra, che nei collegi plurinominali Veneto - 01 in seconda posizione, Veneto - 02 in terza posizione e Umbria - 01 in quarta posizione, venendo eletta senatrice nell'uninominale con il 35,72% dei voti contro i candidati del centro-sinistra Carlo Iannace (26,92%) e del Movimento 5 Stelle Maura Sarno (23,93%). Nella XIX legislatura è vicepresidente della 7ª Commissione Cultura e patrimonio culturale, istruzione pubblica, ricerca scientifica, spettacolo e sport, oltreché membro della Commissione straordinaria per il contrasto dei fenomeni di intolleranza, razzismo, antisemitismo e istigazione all'odio e alla violenza, della Commissione parlamentare per l'Infanzia e l'Adolescenza e della Commissione parlamentare di inchiesta sul femminicidio, nonché su ogni forma di violenza di genere.